# Каруш, Вильям
Вильям Каруш (англ. William Karush; 1 марта 1917, Чикаго, США — 22 февраля 1997, Лос-Анджелес, США) — американский математик, профессор-эмерит университета штата Калифорния в Нортридже. Известен благодаря доказательству необходимых условий решения задачи нелинейного программирования — условия Каруша — Куна — Таккера. Условия были сформулированы в дипломной работе Вильяма Каруша (1939), доказаны в диссертации (1942), затем переоткрыты Куном и Таккером (1951).

## Избранные публикации
- Webster’s New World Dictionary of Mathematics, 1989
- On the Maximum Transform and Semigroups of Transformations, 1998, соавтор Ричард Беллман
- The crescent dictionary of mathematics, 1962
- Isoperimetric problems & index theorems, 1942
- Minima of functions of several variables with inequalities as side conditions, 1939